# Melo de Bari
Pour les articles homonymes, voir Bari (homonymie).
Melo (également Melus, Milus ou Meles, mort en 1020) était un noble lombard de la ville apulienne de Bari. Son ambition fut de se tailler un territoire autonome du catépanat d'Italie byzantin au début du XIe siècle. Il déclencha, par inadvertance, le début de la présence normande dans le sud de l'Italie.

## Rébellions

### Première rébellion
Melo et son beau-frère Datto (ou Dattus) (en) commencent leur rébellion en 1009. Bari, Trani et Bitonto se rebellèrent contre le gouvernement du catépan Jean Kourkouas (en) qui est tué lors de la révolte ; les insurgés sont cependant vaincus à Bitetto et à Montepeloso. La révolte, appuyée par les princes lombards et non combattue par le pape Serge IV, semble porter ses fruits, tirant parti du fait que l'empereur Basile II est fortement impliqué dans la guerre contre les Bulgares dans les Balkans. La révolte s'étendit en 1010 aux villes d'Ascoli et de Troia, mais le catépan Basil Mesardonites (en), rassembla une grande armée et reprit Bari après un siège long et sanglant, le 11 juin 1011. Melo fuit à Salerne sous la protection du prince Guaimar III et Datto à l'abbaye bénédictine de Montecassino, où les moines anti-Grecs, à l'insistance du pape Benoît VIII, lui donnèrent une tour fortifiée sur le Garigliano. La famille de Melo fut cependant capturée et transportée à Constantinople.

### Seconde rébellion
En 1016, selon le chroniqueur normand William d'Apulie, Melo se serait rendu au sanctuaire Saint-Michel de Monte Gargano pour intercepter des pèlerins normands. Il demande alors à Rainulf Drengot et à un groupe d’exilés normands de l’aider dans sa rébellion, en les assurant de la facilité de la victoire et de l’abondance du butin. En 1017, les aventuriers normands s'élancent donc vers le sud où ils rejoignent les forces lombardes sous le commandement de Melo à Capoue et pénètrent immédiatement en Apulie pour tenter de prendre les Byzantins au dépourvu. En mai, à la suite d'une rencontre victorieuse contre des forces envoyées par le catépan Kontoleon Tornikios (en) sur les rives du Fortore, ils s'emparent de tout le territoire situé entre le Fortore et Trani et ravagent l'Apulie en septembre. Ils connaissent cependant un revers fulgurant en octobre.
Le nouveau catépan, Basile Boioannes (en), a réuni une masse de réserves et un contingent de la célèbre garde varangienne obtenu de l’empereur Basile II. Il rencontra les armées normande et lombarde sur les bords de l'Aufide sur le site de la célèbre défaite infligée aux Romains par Hannibal en 216 av. J.-C. : Cannes. Cette deuxième bataille de Cannes est un désastre pour les Normands, qui perdent leur chef Gilbert Buatère, et pour les Lombards, dont les chefs se sont enfuis : Melo vers les "terres samnites" (Amatus) des États papaux et Datto retourne à la tour de Montecassino.

## Fin de vie
Melo continua d'errer dans le sud et le centre de l'Italie et finalement vers le nord jusqu'en Allemagne. Il se retrouve à la cour impériale d'Henri II à Bamberg. Bien honoré (il reçut le titre vide de duc d'Apulie de l'empereur), il mourut comme un homme brisé deux ans plus tard, juste après l'arrivée du pape Benoît à Bamberg pour Pâques afin de discuter d'une réponse impériale aux victoires byzantines. Son ancien allié, l'empereur, lui fit des funérailles somptueuses et lui érigea une tombe ornée dans la nouvelle cathédrale de Bamberg. Son fils Argyrus poursuivra la lutte pour l'indépendance des Lombards en Apulie après son retour de prison à Constantinople.

## Dans la culture

### Jeu vidéo
- Melo et son frère Datto sont les principaux antagonistes de la campagne byzantine d'Age of Empires II: DE.

## Sources
- John Julius Norwich, The Normans in the South 1016-1130, Longmans, Londres, 1967.
- Amatus of Montecassino, History of the Normans Book I. Translated by Prescott N. Dunbar, Boydell, 2004  (ISBN 1-84383-078-7).